# ぼくのバラ色の人生
『ぼくのバラ色の人生』（ぼくのバラいろのじんせい、Ma vie en rose）は1997年のフランス・ベルギー・イギリスのドラマ映画。監督はアラン・ベルリネール、出演はジョルジュ・デュ・フレネとミシェル・ラロックなど。
MtFトランスジェンダーの子とその家族が、周囲の偏見に苦しみながらも懸命に生きてゆく姿を描くドラマ。
1997年 カルロヴィ・ヴァリ国際映画祭 グランプリ受賞。

## ストーリー
リュドヴィクは奇跡を待っていた。6歳にして、自分は女の子として生まれるべきだったと、そして、間違いは近い将来修正されるであろうと確信していた。しかしリュドヴィクが奇跡を待ち望む中、リュドヴィクが実際に経験するのは、拒絶、孤立、そして家族、学友達、近隣の住民の示す激しい反応から引き起こされる罪悪感だけであった。
郊外の偏見に取り囲まれ、家族の愛と誠実さは、どこまでも過激にエスカレートしてゆくトラブルによって試されていく。
リュドヴィクは、身体は男の子として生まれたが、心の性別は女の子のMtFトランスジェンダーの子（性別違和が強く性同一性障害と考えられる）。
物語はリュドヴィクの家族が郊外の街に引っ越してきて、リュドヴィクの両親が近隣の住民を招いたパーティーを開いている場面から始まる。
そのパーティーで、リュドヴィクは自分の心の性に合った衣装、姉ゾーイのプリンセスドレスを着て登場し、皆を驚かせる。
リュドヴィクは心の性は女の子で、パーティーに来ていた向かいの家に住む父親の上司の息子に惹かれる（内面的に異性愛）。
リュドヴィクはただ自分を無邪気に表現しようとするだけだったが、周囲はそんな彼を性的に倒錯しているおかしい子と見做し、リュドヴィクの両親も非難される。
リュドヴィクの両親も子供のことが理解できず混乱し、父親は本人に男の子としての意識を持つよう矯正しようと試み、母親も最初はありのままでよいとしていたが、続くトラブルと近隣の人々の悪意と差別に、徐々に追い詰められていく。

## スタッフ
- 監督：アラン・ベルリネール（フランス語版）
- 製作：キャロル・スコット
- 脚本：アラン・ベルリネール、クリス・ヴァンデール・スタッペン（フランス語版）
- 撮影：イヴ・カープ（フランス語版）
- 音楽：ドミニク・ダルカン（フランス語版）
- 編集：サンドリーヌ・ディーガン（フランス語版）
- 美術：ヴェロニク・ムルリー
- 衣装：カラン・ミューレル＝セロー
- 配給：ギャガ・コミュニケーションズ
- 日本語字幕：松浦美奈[1]

## キャスト
| 役名                       | 俳優                           | 吹き替え     |
| -------------------------- | ------------------------------ | ------------ |
| アンナ・ファーブル         | ミシェル・ラロック             | 土井美加     |
| ピエール・ファーブル       | ジャン＝フィリップ・エコフェ   | 田原アルノ   |
| エリザベス                 | エレーヌ・ヴァンサン           | 矢野陽子     |
| リュドヴィック・ファーブル | ジョルジュ・デュ・フレネ       | 高山みなみ   |
| トム・ファーブル           | グレゴリー・ディアト           | 水間真紀     |
| ジャン・ファーブル         | エリック・カザルス・デファベル | 石川静       |
| ゾエ・ファーブル           | クリスティナ・バルゲー         | 岡村明美     |
| アルベール                 | ダニエル・アンセンス           | 稲葉実       |
| リゼット                   | ロランス・ビボー               | 岡本嘉子     |
| ティエリー                 | ジャン＝フランソワ・ガロッテ   | 亀山助清     |
| モニーク                   | カロリーヌ・バエル             | 雨蘭咲木子   |
| ソフィ                     | モルガン・ブルーナ             | 奥島和美     |
| クリスティーヌ・デルビン   | ラファエル・サンティーニ       | 小桜エツ子   |
| ジェローム                 | ピーター・ベイリー             | くまいもとこ |
| ベン                       | ミカエル・コルデラ             | 清水敏孝     |
| 精神科医                   | マリー・ブネル                 | 浜野ゆうき   |
| 先生                       | アンヌ・コエサン               | 児玉孝子     |
| 校長先生                   | ヴィンセント・グラス           | 品川徹       |